# Grand Prix Pino Cerami 2004
Il Grand Prix Pino Cerami 2004, trentanovesima edizione della corsa, si svolse l'8 aprile su un percorso di 193 km. Fu vinto dal belga Nico Sijmens della Landbouwkrediet-Colnago davanti allo svizzero Martin Elmiger e all'olandese Thomas Dekker.

## Ordine d'arrivo (Top 10)
| Pos. | Corridore       | Squadra                 | Tempo    |
| ---- | --------------- | ----------------------- | -------- |
| 1    | Nico Sijmens    | Landbouwkrediet-Colnago | 4h43'14" |
| 2    | Martin Elmiger  | Phonak Hearing Systems  | a 19"    |
| 3    | Thomas Dekker   | Rabobank TT3            | s.t.     |
| 4    | Dave Bruylandts | Chocolade Jacques       | a 20"    |
| 5    | Jan Kuyckx      | Vlaanderen-T-Interim    | a 28"    |
| 6    | Kirk O'Bee      | Navigators Insurance    | a 41"    |
| 7    | Bert Grabsch    | Phonak Hearing Systems  | s.t.     |
| 8    | Roman Luhovyy   | RAGT Semences-MG Rover  | a 1'08"  |
| 9    | Johan Coenen    | MrBookmaker-Palmans     | s.t.     |
| 10   | Andrej Hauptman | Lampre                  | s.t.     |